# برنارد ایستلوند
 برنارد ایستلوند (انگلیسی: Bernard Eastlund؛ زاده ۱۹۳۸ درگذشته ۱۲ دسامبر ۲۰۰۷) یک فیزیک‌دان اهل ایالات متحده آمریکا بود. وی دکترای فیزیکش را از دانشگاه کلمبیا دریافت کرد و در سال ۱۹۷۰ برنده گواهی موفقیت ویژه از کمیسیون انرژی اتمی ایالات متحده آمریکا به خاطر ابداع چراغ همجوشی شد.